# Pieve a Nievole
Pieve a Nievole is een gemeente in de Italiaanse provincie Pistoia (regio Toscane) en telt 9387 inwoners (31-12-2004). De oppervlakte bedraagt 12,7 km², de bevolkingsdichtheid is 739 inwoners per km².
De volgende frazioni maken deel uit van de gemeente: Via Nova, Poggetto, La Colonna.

## Demografie
Pieve a Nievole telt ongeveer 3463 huishoudens. Het aantal inwoners steeg in de periode 1991-2001 met 7,2% volgens cijfers uit de tienjaarlijkse volkstellingen van ISTAT.

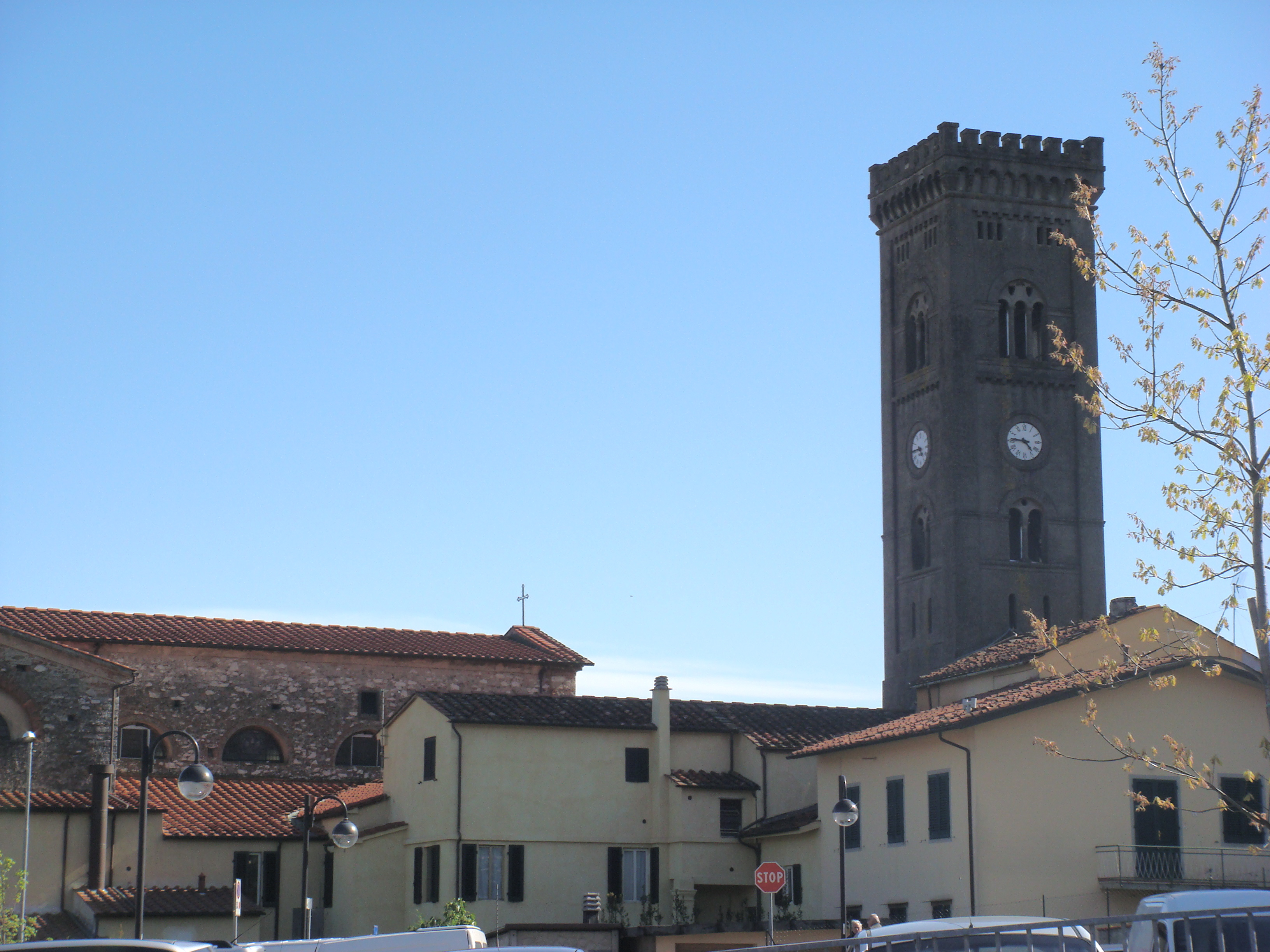
Pieve a Nievole

| Jaar | Inwoneraantal |
| ---- | ------------- |
| 1991 | 8489          |
| 2001 | 9098          |

## Geografie
De gemeente ligt op ongeveer 28 m boven zeeniveau.
Pieve a Nievole grenst aan de volgende gemeenten: Monsummano Terme, Montecatini-Terme, Ponte Buggianese, Serravalle Pistoiese.

## Geboren
- Mirko Selvaggi (11 februari 1985), wielrenner